# ウィーラチャイ・ドゥアンプラー
ウィーラチャイ・ドゥアンプラー（วีระชัย ดวงพลา、英語：Verachai Duangpla, 1987年5月2日- ） はタイ王国の漫画家。ペンネームはザ・ドゥアン（The Duang）。

## 経歴
ウィーラチャイは1987年5月2日バンコクに生まれる。スワンスナンター・ラーチャパット大学芸術デザインプログラム科で学ぶ。2001年わずか14歳にして描いた『มันอยู่ในหู』（耳）がタイの漫画雑誌「C.kids」に掲載、漫画家デビューを果たす。さらに『The Wardrobe』を月刊『タイ・コミックス』に掲載。その後作品を描き続け、2003年にはタイ大手漫画出版社サヤーム・インター・コミックスに移籍した。2011年、日本外務省第四回国際漫画賞優秀賞を受賞。

## 作品
- 『remember the duang』 2010年 ISBN 9786167469003
- 『My Inspiration』 FULLSTOP社 2010年 ISBN 9786169010364
- 『Shockolate』 サヤーム・インター・コミックス 2009年
- 『Black and White』 サヤーム・インター・コミックス 2009年
- 『Innocent』 2009年 ISBN 9786169012801
- 『ルアン・ミー・ユー・ワー』（เรื่องมีอยู่ว่า、英語The stories start with...） バンルー出版 2009年 ISBN 9786167134109
- 『i-am』 サヤーム・インター・コミックス 2009年
- 『Chocolate ช็อคโกแลต』（共著）FULLSTOP社 2009年
- 『デック・チャーイ・トゥッカター‐The Lesson of A Doll Boy』(เด็กชายตุ๊กตา ‐The Lesson of A Doll Boy』 子ども基金出版 2007年 ISBN 9789749988152
- 『Clart Room-ホーン・レック・レック・コーンクルアンキアン』（Clart Room ห้องเล็ก ๆ ของเครื่องเขียน） プレーン出版 2006年 ISBN 9749435915

## アニメ作品
- 『The Duang Family MTV ID』 2009年

## 受賞
- 第四回国際漫画賞（外務省：2011年1月）優秀賞 Silver Award 『The stories start with…』(原題:เรื่องมีอยู่ว่า)